# Lunella undulata
Lunella undulata là một loài ốc biển, là động vật thân mềm chân bụng sống ở biển trong họ Turbinidae.

## Phân bố

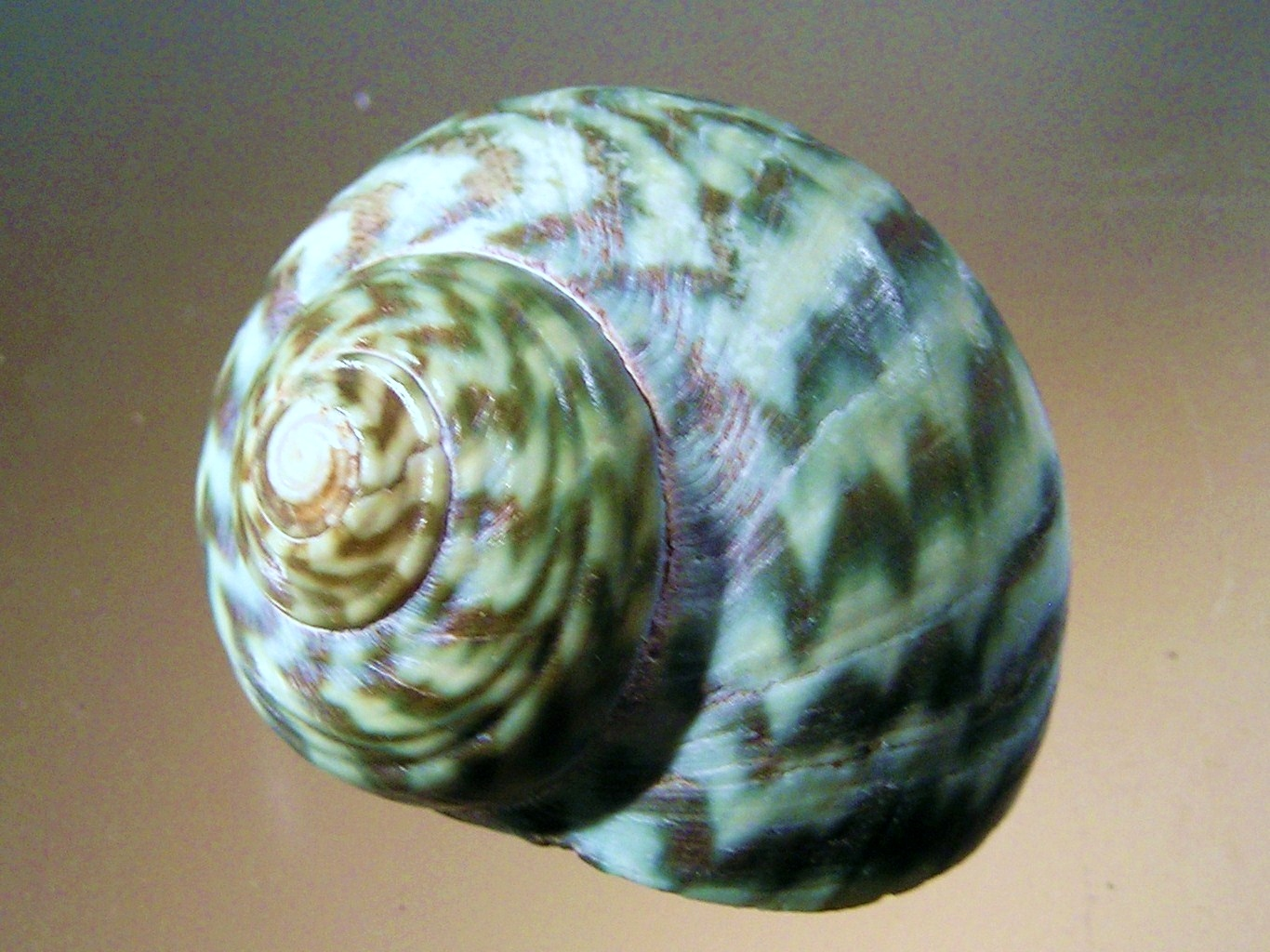
top view
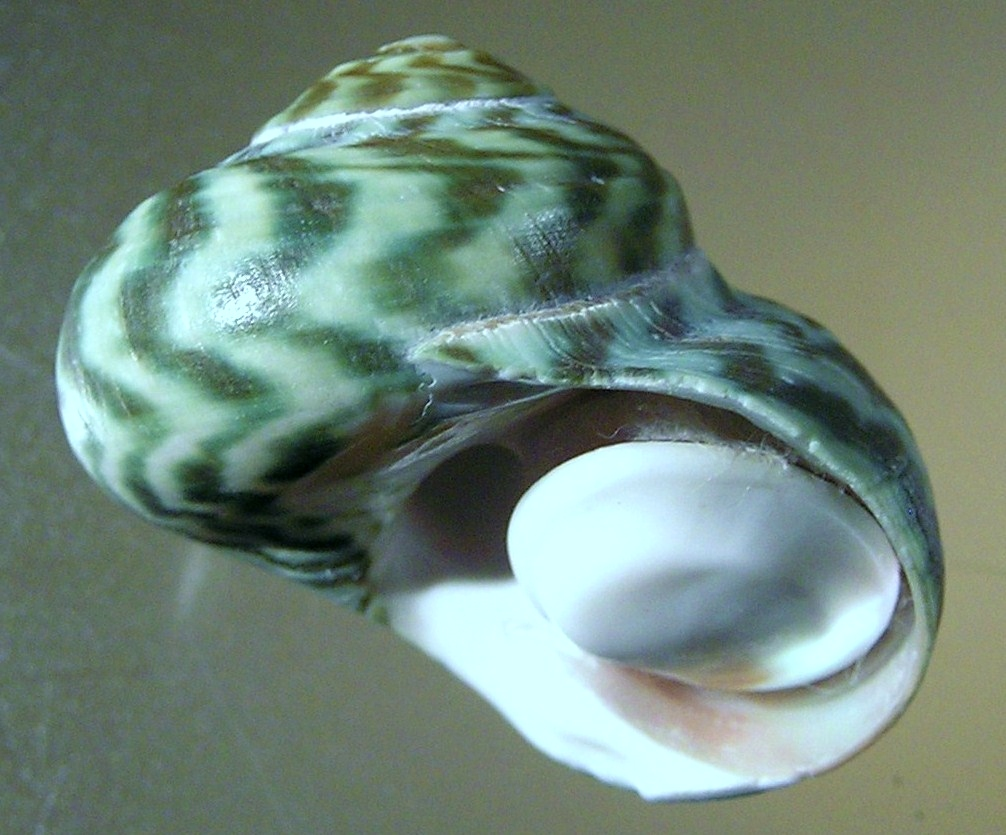
apertural view